# Mestna hiša, Oslo
Mestna hiša Oslo (norveško Oslo rådhus) je občinska stavba v Oslu, glavnem mestu Norveške. V njej so mestni svet, mestna uprava in razne druge občinske organizacije. Stavba, kakršna je danes, je bila zgrajena med letoma 1931 in 1950 s prekinitvijo med drugo svetovno vojno. Zasnovala sta jo arhitekta Arnstein Arneberg in Magnus Poulsson. Stavba stoji v središču mesta, v severnem delu soseske Pipervika, in gleda na Oslofjord.
Mestna hiša v Oslu je zgrajena iz rdeče opeke in ima dva stolpa, enega visokega 63 metrov in drugega 66 metrov. Uporabljene opeke so večje od tistih, ki so bile značilne v času gradnje, vendar so približno enake velikosti kot opeke, ki so se uporabljale v srednjem veku. Opeke, ki merijo približno 27,5 × 13 × 8,5 cm, je proizvedel Hovin Teglverk v Oslu. Vzhodni stolp ima kariljon 49 zvonov. V stavbi se odvijajo različni dogodki in slovesnosti, med drugim vsako leto decembra poteka podelitev Nobelove nagrade za mir.

## Prejšnje mestne hiše

### Srednji vek
Kaže, da so v srednjem veku različne stavbe imele funkcijo mestne hiše. En vir nakazuje, da je imela ena od teh stavb vinsko klet, ki je bila odprta za javnost.

### Gamle rådhus
Leta 1624 je ves stari Oslo pogorel do tal. Kralj Kristijan IV. Danski se je odločil, da mesta ne bi smeli ponovno zgraditi na isti lokaciji in namesto tega zgraditi severno od trdnjave Akershus. Novo mesto je imelo široke ulice pod pravim kotom. Gradbeni prostor za mestno hišo je bil na voljo med Rådhusgatenom in Øvre Slottsgateom. To, kar danes imenujemo stara mestna hiša (Gamle rådhus), je bilo dokončano leta 1641. Stavba še vedno obstaja na naslovu Nedre Slottsgate 1. Stavba je propadla in leta 1733 je bila stavba na naslovu Rådhusgaten 7 izbrana za novo mestno hišo.
Do leta 1800 je bila stavba premajhna in rastoča uprava se je preselila v različne prostore po mestu.
Leta 1876 in 1898 so bili organizirani arhitekturni natečaji za novo stavbo v Hammersborgu, vendar načrti niso bili nikoli izvedeni zaradi pomanjkanja sredstev.

## Sodobna mestna hiša

### Zgodovina
Zamisel o gradnji nove mestne hiše v Piperviki je prvi predlagal arhitekt Oscar Hoff leta 1906, a iz načrtov ni bilo nič. Leta 1915 je idejo prevzel Hieronymus Heyerdahl, ki je pravkar odstopil z mesta župana. Ob jubilejni razstavi leta 1914 v Frognerju je opazil, da mesto nima reprezentativne mestne hiše, ki bi sprejela občinske goste. Razpisal je arhitekturni natečaj, na katerega je v prvem od dveh krogov prispelo skupno 44 prijav. Leta 1918 sta bila za zmagovalca izbrana Arnstein Arneberg in Magnus Poulsson, čigar projekt je očitno navdihnila Stockholmska mestna hiša. Zaradi nenehnega pomanjkanja sredstev je morala gradnja počakati, v vmesnih letih pa so arhitekti v projekt vnesli več sprememb. Leta 1930 predstavijo svoj končni osnutek, ki je pod vplivom funkcionalizma doživel precejšnje spremembe. Najbolj očitna sprememba je bila dograditev dveh poslovnih stolpnic.
Slovesnost položitve temeljnega kamna je potekala septembra 1931, prisostvovala sta ji kralj Haakon VII. Norveški in prestolonaslednik Olaf (bodoči Olaf V. Norveški). Prava gradnja se je začela februarja 1933. Porušene so bile tudi različne stavbe. Tudi stari mestni zabaviščni park – Tivoli – je bil prisiljen zapreti, saj je nov prostorski načrt ustvaril nova zemljišča za prodajo. Namen je bil zbiranje sredstev za gradnjo objekta.
Novembra 1936 je bila dokončana lupina stavbe. Nekaj nadstropij pisarniških prostorov je bilo v uporabi do izbruha vojne leta 1940. Gradnja se je nadaljevala po vojni in pisarniški prostor je bil v uporabi do leta 1947, medtem ko so se še dozidavali.
Mestna hiša v Oslu je bila uradno odprta 15. maja 1950 kot del 900-letnice mesta. V zvezi s praznovanjem so nastale tri glasbene skladbe, ki so jih napisali Ludvig Irgens-Jensen, Eivind Groven in Karl Andersen.
Do odprtja leta 1950 slog stavbe ni bil več priljubljen. Opeka je bila v ostrem nasprotju z jeklom in steklom, ki so ju arhitekti takrat imeli za moderno, in pozneje niso bile zgrajene nobene druge stavbe v tem slogu. Stockholmsko mestno hišo – prav tako v opeki – je zasnoval Ragnar Östberg, Martin Nyrop pa je zasnoval Københavnsko mestno hišo, ki je prav tako monumentalna opečnata stavba. Tako Nyrop kot Östberg sta bila v žiriji, ki je izbrala zmagovalni dizajn mestne hiše v Oslu.

### Dekoracija
O tem, kdo bo krasil mestno hišo januarja 1937, so izvedli različna tekmovanja. Skupno je bilo najetih osem slikarjev in 17 kiparjev. Večina del je bila končana z odprtjem dvorane leta 1950, park skulptur pa je bil dokončan šele v 1960-ih.

### Zunanjost
Na zahodni steni stavbe dominira skulptura Haralda Hardråda na konju Anne Grimdalen. Skulptura sv. Halvarda Nica Schiølla je na sprednji strani stavbe, obrnjena proti Oslofjordu. Reliefi Dagfina Werenskiolda so obrnjeni proti trgu in so večbarvne upodobitve motivov iz Poetične Edde. Joseph Grimeland je oblikoval bronasti relief nad vhodom in tudi Oslopike ('dekle iz Osla') visoko na steni. Šest samostoječih skulptur Pera Palle Storma pred stavbo prikazuje obrtnike, ki so zgradili stavbo.

### Glavna dvorana
Glavno dvorano stavbe sta okrasila Henrik Sørensen in Alf Rolfsen. Dvorana je široka 31 metrov, dolga 39 metrov in visoka okoli 21 metrov. Tla in deli sten so oblečeni v marmor. Soba ima vrsto stenskih slik, ki prikazujejo Norveško in Oslo med vojnama in tudi med okupacijo. Prikazujejo tudi rast trgovske dejavnosti v mestu, vključno z vzponom delavskega gibanja. Upodobljeni so tudi različni monarhi in zavetnik mesta, sv. Halvard.

### Dvorana mestnega sveta
Prostor, v katerem zaseda mestni svet (Bystyresalen), je polkrožen. Oblečen je v hrast in tapiserije, od katerih je najbolj opazno oblikovala Else Poulsson, nečakinja arhitekta. Izdelala jo je Else Halling in prikazuje sv. Halvarda in sedem vrlin. Umetnica je upala, da bo oblikovanje spomnilo mestne politike na etičnost in dobro odločanje.

## Galerija
- Mestna hiša v Oslu, z morske strani
- Severna stran z astronomsko uro in glavnim vhodom v Mestno hišo. Kariljon nad vzhodnim stolpom.
- Banketna dvorana
- Življenje (1910) Edvarda Muncha, v Munchovi sobi
- Mestna hiša v Oslu v snegu, januar 2011